# Chris Ferguson
Christopher Philip Ferguson (Los Angeles, Califórnia, 11 de abril de 1963) é um jogador profissional de pôquer. Ferguson conquistou cinco braceletes da WSOP, incluindo o "Main-Event" de 2000.

## Braceletes
| Ano  | Torneio                                            | Prêmio (US$) |
| ---- | -------------------------------------------------- | ------------ |
| 2000 | $2,500 Seven Card Stud                             | $151,000     |
| 2000 | $10,000 No Limit Texas Hold 'em World Championship | $1,500,000   |
| 2001 | $1,500 Omaha Hi-Lo Split Eight or Better           | $164,735     |
| 2003 | $2,000 Omaha Hi-Lo Split Eight or Better           | $123,680     |
| 2003 | $2,000 1/2 Limit Hold'em - 1/2 Seven Card Stud     | $66,220      |